# Ordem do Mérito Judiciário do Trabalho
A Ordem do Mérito Judiciário do Trabalho, instituída em 11 de novembro de 1970, destina-se a agraciar personalidades civis e militares, nacionais ou estrangeiras, que tenham se distinguido no exercício de suas profissões e se constituído em exemplo para a coletividade, bem como as pessoas que, de qualquer modo, hajam contribuído para o engrandecimento do país, internamente ou no exterior, da Justiça do Trabalho ou de qualquer ramo do Poder Judiciário, do Ministério Público ou da advocacia. Agracia, ainda, instituições civis e militares.
A data da entrega da comenda, prevista no regimento do TST, é o dia dos doutos advogados (11 de agosto), quando se comemora a fundação dos cursos jurídicos no País e o dia do advogado.

## Graus
- Grande Colar - Presidente da República e Chefes de Estados Estrangeiros;
- Grã-Cruz - Vice-Presidente da República, Presidente da Câmara dos Deputados, Presidente do Senado Federal, Presidente e Ministros do Supremo Tribunal Federal, Ministros de Estado, Governadores, Oficiais Generais (4 estrelas) e Embaixadores;
- Grande Oficial - Senadores, Deputados, Ministros dos Tribunais Superiores, Presidentes de Assembleias Estaduais, Generais de Divisão;
- Comendador - Secretários de Governos Estaduais, Conselheiros de Embaixadas, Oficiais Generais, Desembargadores, Professores Catedráticos;
- Oficial - Professores Universitários, Juízes de Primeira Instância, Artistas, Desportistas;
- Cavaleiro - Servidores públicos, oficiais das Forças Armadas, diplomatas estrangeiros.

| Barretas  | Barretas | Barretas   | Barretas       | Barretas | Barretas |
| --------- | -------- | ---------- | -------------- | -------- | -------- |
| Cavaleiro | Oficial  | Comendador | Grande Oficial | Grã-Cruz |          |